# 3 карбованці «500-річчя Російської держави (Тріумфальна арка)»
500-річчя Російської держави (Тріумфальна арка) (рос. 500-летие Российского государства (Триумфальная арка)) — срібна ювілейна монета СРСР вартістю 3 карбованця, випущена 3 вересня 1991 року. 

## Тематика
У середині 1814 року, для урочистої зустрічі російських військ, які поверталися із Західної Європи, у Тверської застави була споруджена дерев'яна Тріумфальна арка. Але пам'ятник швидко старів, і через 12 років, в 1826 році, було вирішено замінити дерев'яну Тріумфальну арку кам'яною. Складання проекту доручили найбільшому російському архітектору Осипу Івановичу Бове. Споруда Тріумфальних воріт — першого і єдиного в Москві пам'ятника арочного типу, спорудженого після війни 1812 року, — розтягнулася на п'ять років через нестачу грошових коштів та байдужості з боку міської влади. Тільки 20 вересня 1834 року відбулося відкриття цього своєрідного пам'ятника, який демонстрував військову міць Росії, героїзм її воїнів-переможців. У Тверської застави ансамбль Тріумфальних воріт простояв 102 роки. У 1936 році площу біля Білоруського вокзалу, на якій височіла арка, вирішили перепланувати і розширити для розвантаження транспортної магістралі вулиці Горького — Ленінградське шосе. Тріумфальна арка була розібрана. 6 листопада 1968 чудове творіння Бове отримало друге життя. Працею проектувальників, реставраторів і будівельників був відтворений, мабуть, самий грандіозний московський пам'ятник на честь перемоги у війні 1812 року Тріумфальна арка стоїть тепер на площі Перемоги, недалеко від Поклонної гори, створюючи єдиний історико-меморіальний комплекс разом з музеєм-панорамою «Бородінська битва», «Кутузовською хатою» і розташованими поруч з ними пам'ятниками.

## Історія
У 1989—1991 роках було випущено серію монет «500-річчя Російської держави» з якістю пруф — 6 срібних монет номіналом у 3 карбованці, 3 паладієвих монет номіналом 25 карбованців, 3 монети номіналом 50 карбованців і 3 монети номіналом 100 карбованців у золоті, а також 3 монети номіналом 150 карбованців у платині. Монети було присвячено історичним подіям, регаліям, пам'ятникам, культурним і політичним діячам, тісно пов'язаних з історією Росії.
Монети карбувалися на Московському монетному дворі (ММД).

## Опис та характеристики монети
| Номінал крб. | Метал  | Маса грам | Діаметр мм. | Гурт      | Тираж штук    |
| ------------ | ------ | --------- | ----------- | --------- | ------------- |
| 3            | срібло | 31.1      | 39          | рубчастий | 40.000 (пруф) |

### Аверс
Зверху герб СРСР з 15 витками стрічки, під ним літери «СССР», нижче ліворуч і праворуч риса, під рискою зліва хімічне позначення «Ag» і проба «900» металу з якого зроблена монета, під ними чиста вага дорогоцінного металу «31,1», під рискою праворуч монограма монетного двору «ММД», нижче позначення номіналу монети цифра «3» і нижче слово «РУБЛЯ», знизу у канта рік випуску монети «1991».

### Реверс
Ліворуч, зверху і праворуч уздовж канта монети слова «500-ЛЕТИЕ ЕДИНОГО РУССКОГО ГОСУДАРСТВА», зверху аверс і реверс пам'ятної монети «Відкриття пам'ятника імператору Олександру I в Санкт-Петербурзі» 1834, нижче Тріумфальна арка, ліворуч рік «1834» , праворуч слово «Москва», знизу уздовж канта слова «ТРИУМФАЛЬНАЯ АРКА».

### Гурт
Рубчастий (300 рифлень).

## Автори
- Художник: А. А. Колодкін
- Скульптор: В. М. Нікіщенко